# Campeonato Europeu de Esportes Aquáticos de 1966
O Campeonato Europeu de Esportes Aquáticos de 1966 foi a 11ª edição do evento organizado pela Liga Europeia de Natação (LEN). A competição foi realizada entre os dias 20 e 27 de agosto de 1966, em Utrecht nos Países Baixos. 

## Medalhistas

### Natação
Masculino
| Evento          | Ouro                                                                                            | Ouro    | Prata                                                                                    | Prata   | Bronze                                                                     | Bronze  |
| 100 m Livre     | Bobby McGregor · Reino Unido                                                                    | 53.7    | Leonid Ilyichev · União Soviética                                                        | 54.3    | Udo Poser · Alemanha Oriental                                              | 54.8    |
| 400 m Livre     | Frank Wiegand · Alemanha Oriental                                                               | 4:11.1  | Semyon Belits-Geiman · União Soviética                                                   | 4:13.2  | Alain Mosconi · França                                                     | 4:13.6  |
| 1500 m Livre    | Semyon Belits-Geiman · União Soviética                                                          | 16:58.5 | Alan Kimber · Reino Unido                                                                | 17:13.2 | Aleksandr Pletnyev · União Soviética                                       | 17:17.9 |
| 200 m Costas    | Yuriy Gromak · União Soviética                                                                  | 2:12.9  | Jaime Monzó Espanha                                                                      | 2:15.7  | Joachim Rother · Alemanha Oriental                                         | 2:16.7  |
| 200 m Peito     | Georgiy Prokopenko · União Soviética                                                            | 2:30.0  | Aleksandr Tutakayev · União Soviética                                                    | 2:30.3  | Egon Henninger · Alemanha Oriental                                         | 2:30.5  |
| 200 m Borboleta | Valentin Kuzmin · União Soviética                                                               | 2:10.2  | Horst-Günter Gregor · Alemanha Oriental                                                  | 2:10.6  | Anatoliy Skavronskiy · União Soviética                                     | 2:11.2  |
| 400 m Medley    | Frank Wiegand · Alemanha Oriental                                                               | 4:47.9  | Andrey Dunayev · União Soviética                                                         | 4:48.7  | Klaus Katzur · Alemanha Oriental                                           | 4:55.7  |
| 4x100 m Livre   | Alemanha Oriental · Frank Wiegand · Udo Poser · Horst-Günter Gregor · Peter Sommer              | 3:36.8  | União Soviética · Leonid Ilyichev · Viktor Mazanov · Georgiy Kulikov · Vladimir Shuvalov | 3:37.5  | Suécia · Lester Eriksson · Göran Jansson · Yngvar Eriksson · Jan Lundin    | 3:39.0  |
| 4x200 m Livre   | União Soviética · Leonid Ilyichev · Semyon Belits-Geiman · Aleksandr Pletnev · Yevgeniy Novikov | 8:00.2  | Alemanha Oriental · Horst-Günter Gregor · Alfred Müller · Udo Poser · Frank Wiegand      | 8:01.6  | Suécia · Lester Eriksson · Olle Ferm · Ingvar Eriksson · Jan Lundin        | 8:04.3  |
| 4x100 m Medley  | União Soviética · Viktor Mazanov · Georgiy Prokopenko · Valentin Kuzmin · Leonid Ilyichev       | 4:02.4  | Alemanha Oriental · Jürgen Dietze · Egon Henninger · Horst-Günter Gregor · Frank Wiegand | 4:02.9  | Hungria · József Csikány · Ferenc Lenkei · Ákos Gulyás · István Szentirmay | 4:05.9  |

Feminino
| Evento          | Ouro                                                                                       | Ouro   | Prata                                                                                                  | Prata  | Bronze                                                                              | Bronze |
| 100 m Livre     | Martina Grunert · Alemanha Oriental                                                        | 1:01.2 | Judit Turóczy · Hungria                                                                                | 1:02.1 | Pauline Sillett · Reino Unido                                                       | 1:02.5 |
| 400 m Livre     | Claude Mandonnaud · França                                                                 | 4:48.2 | Ada Kok · Países Baixos                                                                                | 4:48.7 | Tamara Sosnova · União Soviética                                                    | 4:50.1 |
| 100 m Costas    | Christine Caron · França                                                                   | 1:08.1 | Linda Ludgrove · Reino Unido                                                                           | 1:08.9 | Cristina Balaban · Roménia                                                          | 1:09.7 |
| 200 m Peito     | Galina Prozumenshchikova · União Soviética                                                 | 2:40.8 | Irina Pozdnyakova · União Soviética                                                                    | 2:41.9 | Jill Slattery · Reino Unido                                                         | 2:47.9 |
| 100 m Borboleta | Ada Kok · Países Baixos                                                                    | 1:05.6 | Heike Hustede · Alemanha Ocidental                                                                     | 1:06.3 | Eila Pyrhönen · Finlândia                                                           | 1:07.8 |
| 400 m Medley    | Betty Heukels · Países Baixos                                                              | 5:25.0 | Heidi Pechstein · Alemanha Oriental                                                                    | 5:26.0 | Lyudmila Khazieva · União Soviética                                                 | 5:28.4 |
| 4x100 m Livre   | União Soviética · Natalya Sipchenko · Antonina Rudenko · Natalya Ustinova · Tamara Sosnova | 4:11.3 | Suécia · Ingrid Gustavsson · Ulla Jafvert · Ann-charlott Lilja · Anne-Christine Hagberg                | 4:12.2 | Países Baixos · Toos Beumer · Mirjam van Hemert · Bep Weeteling · Lydia Schaap      | 4:12.8 |
| 4x100 m Medley  | Países Baixos · Cobie Sikkens · Gretta Kok · Ada Kok · Toos Beumer                         | 4:36.4 | União Soviética · Natalya Mikhaylova · Galina Prozumenshchikova · Tatyana Devyatova · Antonina Rudenko | 4:38.2 | Reino Unido · Linda Ludgrove · Diana Harris · Mary-Anne Cotterill · Pauline Sillett | 4:38.4 |

### Saltos Ornamentais
Masculino
| Evento          | Ouro                              | Ouro   | Prata                      | Prata  | Bronze                     | Bronze |
| Trampolim 3 m   | Mikhail Safonov · União Soviética | 155.27 | Tord Andersson · Suécia    | 146.30 | Franco Cagnotto · Itália   | 146.21 |
| Plataforma 10 m | Klaus Dibiasi · Itália            | 162.92 | Brian Phelps · Reino Unido | 152.01 | Jerzy Kowalewski · Polónia | 143.13 |

Feminino
| Evento          | Ouro                                 | Ouro   | Prata                              | Prata  | Bronze                                     | Bronze |
| Trampolim 3 m   | Vera Baklanova · União Soviética     | 136.59 | Delia Reinhard · Alemanha Oriental | 136.05 | Tamara Fyedosova · União Soviética         | 133.23 |
| Plataforma 10 m | Natalya Kuznetsova · União Soviética | 100.93 | Ingeborg Pertmayr · Áustria        | 94.52  | Gabriele Krauss Schöpe · Alemanha Oriental | 91.22  |

### Polo Aquático
| Evento    | Ouro            | Prata             | Bronze     |
| Masculino | União Soviética | Alemanha Oriental | Iugoslávia |

## Quadro de medalhas
| Ordem | País               | Medalha de ouro | Medalha de prata | Medalha de bronze | Total |
| ----- | ------------------ | --------------- | ---------------- | ----------------- | ----- |
| 1     | União Soviética    | 12              | 7                | 5                 | 24    |
| 2     | Alemanha Oriental  | 4               | 6                | 5                 | 15    |
| 3     | Países Baixos      | 3               | 1                | 1                 | 5     |
| 4     | França             | 2               | 0                | 1                 | 3     |
| 5     | Reino Unido        | 1               | 3                | 3                 | 7     |
| 6     | Itália             | 1               | 0                | 1                 | 2     |
| 7     | Suécia             | 0               | 2                | 2                 | 4     |
| 8     | Hungria            | 0               | 1                | 1                 | 2     |
| 9     | Áustria            | 0               | 1                | 0                 | 1     |
| 9     | Espanha            | 0               | 1                | 0                 | 1     |
| 9     | Alemanha Ocidental | 0               | 1                | 0                 | 1     |
| 12    | Finlândia          | 0               | 0                | 1                 | 1     |
| 12    | Polónia            | 0               | 0                | 1                 | 1     |
| 12    | Roménia            | 0               | 0                | 1                 | 1     |
| 12    | Iugoslávia         | 0               | 0                | 1                 | 1     |
| Total | Total              | 23              | 23               | 23                | 69    |